# ريكي فولي
ريكي فولي هو لاعب كرة القدم الكندية كندي، ولد في 9 يونيو 1982 في Courtice ‏ في كندا.